# Suðuroy
Suðuroy (dansk Suderø) er Færøernes sydligste og fjerdestørste ø. Kun det 11 meter høje skær
Sumbiarsteinur ligger sydligere. Øen har et veludbygget vejnet med let adgang til landskaber og høje fuglefjelde og klipper og har 262 holme og skær omkring sig.
Den 1. januar 2020 havde Suðuroy 4.601 indbyggere, fordelt på 14 bygder og syv kommuner. Den største enkeltstående bygd er Vágur, Tvøroyri, Froðba, Trongisvágur og Ørðavík danner øens største sammenhængende bebyggelse med 1.771 indbyggere (2022). Suðuroy har oplevet en reduktion i folketallet med en fjerdedel siden 1950'erne.
Administrativt er øen inddelt i syv kommuner: Tvøroyri, Vágur, Hvalba, Porkeri, Sumba, Fámjin, Hov. Den ubeboede ø Lítla Dímun, nordøst for Suðuroy, er en del af Hvalbiar kommuna.

## Etymologi
Ordet Suðuroy [ˈsuːwʊrɔi] består af to dele: Suður, som betyder syd og som henviser til øens beliggenhed, da den er den sydligste af øerne, og oy som betyder ø. På moderne færøsk kaldes en ø for oyggj, ordet oy er en ældre form af ordet og svarer til det oldnordiske ord ey med samme betydning. Bogstavet ð er stumt i suður og udtales [su:ur], mens oy udtales som oi. Ordformen oy findes i dag kun i stednavne og i gamle kvad (folkeviser), som for eksempel i visen Flóvin Bænadiktsson i vers 22: vit ríðum undir oy. Af færøske stednavne som indeholder ordet oy kan nævnes øerne Suðuroy, Sandoy, Streymoy osv. og i flertalsformen oyar i Norðoyar (Nordøerne). Ordet Suðuroy bøjes således i ental ubestemt form: Suðuroy i nominativ, akkusativ og dativ og Suðuroyar i genetiv. Eksempel på genetiv er "til Suðuroyar", dog siger mange ofte i daglig tale og det ses også på skrift "til Suðriar", udtales [su:rijar], f.eks. når de skal rejse til øen eller når de taler om at få fast forbindelse til øen. Suðuroy bøjes således i ental bestemt form: Suðuroyggin i nominativ, Suðuroynna i akkusativ og Suðuroynni i dativ.

## Historie
Arkæologiske fund fra Færøerne tyder på to perioder med bosættelse før nordmændenes ankomst, den første bosættelse er sket mellem 400 og 600 e.Kr., og den anden er sket mellem 600 og 800 e.Kr.
Kulstof 14-datering og pollenanalyser har indikeret korndyrkning ved Hov og Akraberg i midten af 700-tallet. Man mener, at irske og skotske eneboermunke var de første, der bosatte sig fast på Suðuroy. Myterne fortæller, at de havde marker og husdyr og tilbad Gud i ensomhed. Der findes flere spor fra de første bosættere. Myterne fortæller, at de kom i skindbåde fra Skotland, Orkney og Shetlandsøerne. Der er fundet spor fra de første bosættere ved Akraberg i form af højryggede agre. Der er også fundet spor i Sumba, Mýrubyrgi, Hov, Froðba og ved Hvalba. Arkæologen Mike Church skriver, at Dicuil nævnte nogle øer, der kan have været Færøerne.
Et sagn, som fortælles i Suðuroyarsagnir, redigeret af Dr. Jakob Jakobsen fortæller, at Froðba skulle være den ældste bygd på Færøerne. Efter et togt til Irland kom kong Frode omkring år 650 ud af kurs under hjemrejsen til Danmark. I tæt tåge fik de øje på Froðbiarnípa. Frode var den første, der gik i land på det ukendte sted. Han landsatte de medbragte husdyr og byggede en gård i Á Laði i Froðba. Bygden er opkaldt efter denne kong Frode.
Omkring år 700 bosatte keltiske munke sig på Suðuroy. Agersporene kan muligvis også stamme fra nordboerne. Myterne fortæller, at i 795 blev munkene fordrevet og flygtede. Nogle forskere mener dog, at de irske munke havde forladt øerne igen, før de nordiske vikinger ankom. De første vikinger på Suðuroy kom formodentlig fra Norge via Shetlandsøerne, Orkneyøerne, Hebriderne og Isle of Man omkring 800. Stednavne som Hørg i Sumba og Hov peger på, at de hører til den første Landnamstid (dem der tog land). Bygdenavnene Hvalba, Sumba og Froðba tyder på, at de var blandt de første stormandsgårde, navnene har før været Hvalbøur, Sunnbøur og Froðbøur, hvor bøur betyder mark. De tre bebyggelser menes at være beboet omkring år 800, selv om stederne ikke er nævnt i de færøske sagaer.
I følge Færingesagaen overfaldt Tróndur í Gøtu i 1005 Sigmundur Brestisson på Lítla Dímun, men Sigmundur undslap. Senere besejrede Sigmundur Tróndur men lod ham gå fri. Sidst på året overrumplede Tróndur med 60 mand Sigmundur på dennes gård på Skúvoy. Sigmundur forsøgte sammen med to andre at svømme til Stóra Dímun. Strømmen førte dem forbi øen og mod Suðuroy. Kun Sigmundur kom stærkt udmattet i land på stranden i Sandvík, hvor han myrdedes af Sandvíkbonden Tórgrímur Illi. For at skabe forlig lod Tróndur i 1006 i Gøta Tórgrímur dømme ved Tinget til hængning. Efter henrettelsen af Tórgrímur Illi fortæller sagnet, at Sandvík blev affolket. Andre forskere mener, at bygden først uddøde under Den sorte Død i 1349. Bygden blev først bebygget igen 1816 af beboere fra nabobygden Hvalba. Sandvík kaldtes dengang Hvalvík men skiftede tilbage til bygdens gamle navn Sandvík i 1911.
Den ældste skriftlige beretning om Suðuroy er fra Færingesagaen, hvor bygderne Hov og Sandvík bliver nævnt. Ellers er Hvalba, Froðba, Sumba, Víkarbyrgi og Akraberg sandsynligvis Landnamsbygder. Arkæologiske fund i Porkeri viser, at der sandsynligvis har været bosætning fra 1000-tallet. Porkeri, Ørðavík, Vágur og Fámjin nævnes første gang skriftlig i Hundebrevet fra den sidste halvdel af 1300-tallet.
Der er stednavne fra området omkring Hov, der tyder på keltisk bosættelse eller påvirkning. Der er vandfaldet Ergifossur og dalen Ergidalur i nærheden af vandfaldet, hvor der kan ses en gammel byggetomt fra Vikingetiden. Stednavne, der starter med Ergi på Suðuroy og Argi i de nordlige øer, stammer fra gælisk og brugtes på Færøerne af de norrøne bosættere og svarer til det norske og danske ord sæter. Man ved ikke, om navnet derfor stammer fra de keltiske munke, eller om det skyldes, at vikingerne havde tæt kontakt med de britiske øer og Skotland og Irland. Man ved fra genetiske undersøgelser i 2006 af færøske drenge, hvor man undersøgte deres X- og Y-kromosom, at færingers kvindelige dna hovedsageligt stammer fra de britiske øer, mens mændenes dna hovedsageligt stammer fra Norge.
Et sagn fortæller, at to tredjedele af befolkningen omkom under Den sorte død i midten af 1300-tallet. Et andet sagn handler om en kvinde, der overlevede som den eneste i Hamrabyrgi (i samme bugt som Víkarbyrgi); hun kaldtes Sneppan í Hamrabyrgi. Det fortaltes, at folk fra Sumba hjalp hende med mad, men da de var bange for at blive smittet, turde de ikke nærme sig og kastede derfor mad ned til hende fra bjergsiden. Den tidligere Týr-sanger, Poul Arni Holm, udgav i 2015 en CD under navnet Hamradun, hvor en af sangene hedder Sneppan og handler om kvinden fra sagnet om Sneppan i Hamrabyrgi.
Et andet sagn fortæller om en frisisk, hedensk bosætning ved Akraberg, som skal have bestået frem til den dag, de fleste af dem døde pga. Den Sorte Død omkring år 1350. Enkelte, der overlevede, bosatte sig i nabobygden Sumba. Det fortælles om friserne i færøske danseviser, at de var krigeriske men levede i fred med folkene fra øen. Om folkeminderne har en historisk kerne, om disse personer egentlig var frisere, og hvornår de kom til Færøerne, er uafklaret. Ifølge Adam af Bremen strandede de på Suðuroy i 1040.
I 1600-tallet bliver Suðuroy udsat for gentagne overfald af nordafrikanske sørøvere, der på Færøerne omtaltes som tyrkere, da Nordafrika hørte under det Osmanniske rige. De bortførte flere kvinder og børn. Der opstod hungersnød, og mange af øens indbyggere døde af sult. 1615 blev det sørøverplagede Hvalba om foråret undsat af to danske orlogsfartøjer. Sørøverne, der brugte Hvalba som en slags basishavn, var desværre afsejlet 14 dage før den danske eskadres ankomst. Sørøverne havde blandt andet torteret Suðuroys præst, Rasmus Sørensen, så han tog skade på sin forstand. Senere lykkedes det eskadren ved Norge at overmande sørøveren Mandus, der tidligere på året havde hærget i Hvalba. Senere i 1630 blev Suðuroys præst, Poul Rasmussen, afskediget på grund af sindsforstyrrelser efter den mishandling, han havde været udsat for under sin flugt fra sørøverne året før, hvor sørøverne dræbte hans søn.
Den arbejdskrævende korndyrkning aftog i senmiddelalderen, og fiskerbønderne lagde større vægt på kystfiskeriet. På Suðuroy og Sandoy var mælk-, kød- og skindproduktion af tamkvæg lige så udbredt som fårehold. Kvæget blev vinterfodret i stald med hø fra indmarken og sendt på græsning i udmarken om sommeren. Fåreholdet var baseret på udmarksgræsning det meste af året. Stednavnet Porkeri vidner om, at der også har været en mindre svineproduktion. I 1700-tallet begyndte man at dyrke kartofler. Økonomien forblev jordbrugsbaseret frem til industrialiseringen af fiskeriet i 1800- og 1900-tallet. Kød og spæk fra langluffet grindehval har også været en vigtig madkilde. Grindehvalfangsten på Suðuroy kan sandsynligvis føres tilbage til landnamstiden, deraf stednavne som Hvalba og Hvalvík (nu Sandvík). I perioden 1709–2011 blev der gennemført 207 hvalfangster af grindehvaler på Suðuroy. Den traditionelle fuglefangst og indsamling af æg var oftest rettet mod havfuglen lunde.
Handelen med Norge mindskedes efter "Den sorte død", og Hansaforbundet og hollænderne fik større indpas i 1300- og 1400-tallet. Lige før reformationen blev Færøerne underlagt et dansk handelsmonopol. Al handel måtte foregå i Tórshavn. Handelsmonopolet og sørøverangreb førte gentagne gange til hungersnød på Suðuroy i 1600- og 1700-tallet, og mange øboere omkom under risikable sejladser til Tórshavn. I 1636 frafaldt myndighederne anklagerne mod folk fra Hvalba og Vágur, som havde handlet med et hollandsk skib. I 1755 blev Suðuroy fritaget for fisketiende, da fisken ofte var fordærvet, før den kom til Tórshavn. På grund af dårligt vejr skete det ofte, at fisken ikke kunne sælges uden for øen. Tidlig i 1800-tallet udviklede smugling på øen sig. Handelsmonopolet var derfor nødsaget til at åbne en filial i Tvøroyri i 1836, en bygning blev bygget og er i dag en museumscafé. I 1856 blev handelsmonopolet ophævet, og købmandsfamilier i Vágur og på Tvøroyri begynde at etablere forretninger.
Den 2. september 1742 blev den nederlandske Ostindiefarer Westerbeek slået ud af kurs under en storm og sejler i tæt tåge på land vest for Lopra ved Lopranseiði. På grund af tågen var det umuligt for skibets besætning at navigere ved hjælp af solen eller stjernerne. Skibet blev slået til vrag. 10 mand omkom, mens de øvrige 81 reddede livet.

### Industrialiseret fiskerisamfund
Købmænd som Johan Mortensen (1816-1879 og Thomas Frederik Thomsen (1814–1871) i Tvøroyri og Jacob Dahl (1837-1915) i Vágur udvidede deres virksomheder til skibsrederier, skibsværft, fiskeforædling, klipfiskeksport, kølelager og maskinværksteder fra slutningen af 1800-tallet. Det første postkontor udenfor Tórshavn blev oprettet i Tvøroyri i 1877. I 1901 blev der etableret en norsk hvalfangststation i Lopra. Mortensen-familien i Tvøroyri købte i 1895 dampskibet Smiril, som begyndte at sejle i fast rutefart med gods og passagerer til de andre øer.
Tvøroyri voksede fra 66 indbyggere i 1860 til 600 i 1925 og Vágur til det dobbelte. Med industrialiseringen af fiskeriet udviklede de gamle landbrugsbygder sig til fiskerbygder. Der kom nye erhverv og samfundsklasser til. I de fleste færøske bygder var der ikke så stor forskel på folk, og selv om der var forskel, så var den ikke så synlig som i Tvøroyri og til en vis grad i Vágur. Dér var der fremkommet en borgerklasse med købmandsfamilierne i spidsen. Nederst på rangstigen var fiskere, arbejdsmænd og fiskepiger. Det bedre borgerskabs huse var ikke placeret på ét sted, men deres status blev formidlet i form af husets størrelse, byggegrund, vedligeholdelse og have. Også "skipperne" havde velholdte huse. Der kom folk fra resten af Færøerne for at finde arbejde i Tvøroyri og Vágur.
På det træløse Færøerne har tørv været det almindeligste brændsel. Der har været udvundet kul på Suðuroy siden 1780. Egenproduktionen af kul og importeret kul, olie og paraffin blev i 1900-tallet de vigtigste energikilder for middelklassen og de jordløse arbejdere i fiskerbygderne. Kullet fra Suðuroy fik meget stor betydning under verdenskrigene for hele Færøerne. Det første vandkraftværk på Færøerne, Botnur kraftværk, blev opført i Botnur ved Vágur i 1921. De nuværende to turbiner blev installeret i henholdsvis 1965 og 1966 og har en effekt på henholdsvis 1,1 MW og 2,2 MW.
Under den 2. verdenskrig blev Færøerne besat af Storbritannien, som tillod færøske fartøjer at sejle med Merkið, da dannebrog ikke kunne bruges, eftersom Danmark var besat af tyskerne. Flaget blev første gang hejst i Fámjin i 1919. Færøerne fordoblede værdien af sin fiskeeksport og blev leverandør af ca. 20 % af hele Storbritanniens fiskekonsum under krigen. Færingerne påtog sig også transporten af fisk fra Island og Færøerne til Storbritannien. 132 færøske søfolk, mange af dem fra Suðuroy, omkom under krigen. Ni skibe fra Vágur forliste under 2. verdenskrig. Winston Churchill har sagt, at det, de færøske fiskere havde gjort, aldrig ville blive glemt.
Et af de skibe, der sejlede mellem Island, Færøerne og Skotland under 2. verdenskrig med fisk og som ikke forliste, var Johanna TG-326 fra Vágur, som endnu er i drift. Efter krigen begyndte det moderne færøske sildefiskeri nord for øerne, som svækkede Suðuroys relative betydning. I 1950-årene opstod der også et omfattende kvotefiskeri i det færøske farvand. Da fangstforholdene for sild ændrede sig i slutningen af 1960erne, medførte det, at mange blev arbejdsløse.
Faldende fiskepriser i slutningen af 1980erne udløste en færøsk finanskrise, fra 1989–1995, som frem til midten af 1990erne medførte faldende lønninger, stor arbejdsløshed og konkurser blandt redere, værfter, fiskeopdrættere og i de offentlige erhverv. Mellem 1989 og 1995 oplevede Suðuroy et fald på ca. 13 % i folketallet. Efter bankkrisen blev der også på Suðuroy solgt skibe og fiskefabrikker til udenlandske købere, men de fleste af virksomhederne er igen ejet af færinger.

### Trafik
Suðuroy ligger forholdsvis afskåret fra det centrale Færøerne, som efterhånden for størstedelens vedkommende er bundet sammen med broer og undersøiske tunneler. 89 % af Færøernes befolkning har landfast vejforbindelse til hovedstadsområdet. Øens beboere er afhængige af færgen Smyril, der tager to timer til Tórshavn og sejler to til tre gange daglig. Daglig pendling er uhensigtsmæssig mellem Tórshavn og Suðuroy, da man må tage hjemmefra meget tidligt og komme hjem igen meget sent, stort set kun for at overnatte. Tvøroyri og Vágur er økonomiske og trafikale knudepunkter for henholdsvis nordlige og sydlige del af øen.
Suðuroy har fire tunneller, Sumbiartunnilin forbinder Sumba og Lopra, Hovstunnilin forbinder Hov og Øravík, Hvalbiartunnilin forbinder Trongisvágur og Hvalba og Sandvíkartunnilin forbinder Hvalba og Sandvík.
- 1963 åbnede den 1400 m lange tunnel gennem fjeldet mellem Trongisvágur og Hvalba. Den passer ikke til den moderne tids behov, da den kun har et bilspor med vigepladser, hvor biler, der kører i nordlig retning mod Hvalba, har vigepligt og er 3,2 meter høj og vejbanen er 3,3 meter bred.[25].
- 1968 fik øen en ny færge, Smyril III. Med dette hurtiggående motorskib med plads til 300 passagerer, mindskedes sejltiden fra Tórshavn til Suðuroy til 3 timer fra før 4 timer.
- 1975 indsattes Smyril IV, en 6 år gammel dansk bilfærge. Færgetiden varede nu kun 2 timer. Nu kunne folk fra Suðuroy komme til Tórshavn og hjem igen samme dag.
- 1997 åbnedede Sumbiartunnilin. Den har gjort det mindre besværligt at køre til andre bygder, da de slipper for at skulle køre op over fjeldet med flere hårnålesving fra Hesturin ned til dalen i Lopra. Der var ofte problemer med glatte veje om vinteren.
- 2005 indsattes den nybyggede Smyril V med en kapacitet på 200 biler (eller 60 store lastvogne), ca. 1000 passagerer og en sejlhastighed på 21 knob. Komforten og kapaciteten blev også bedre.

- 2007 åbnede en ny tunnel mellem Hov og Øravík, der forbinder den sydlige del af øen med den nordlige del af øen. Tidligere var alle køretøjer nødt til at køre langt op på fjeldet over Hov, hvor der ofte var glat om vinteren.
- 2021 blev den 2,500 m lange Nýggi Hvalbiartunnilin åbnet. Den afløste den gamle Gamli Hvalbiartunnilin.

#### Suðuroyartunnilin
Før og efter tunnelerneEysturoyartunnilin og Sandoyartunnilin blev bygget, er der planer om muligheden for at fortsætte  sydpå og bygge en undersøisk tunnel til Suðuroy. Allerede den 4. september 2017 blev der holdt et informationsmøde på gymnasiet på Suðuroy, hvor repræsentanter fra Landsverk fortalte om deres planer. De mente, at det var bedst at bygge to undersøiske tunneler på henholdsvis 9 og 17,2 km, hvor den på 9 km ville forbinde Sandur på Sandoy med en af de små øer, der ligger i mellem Sandoy og Suðuroy. Skúvoy var den af de små øer, der egnede sig bedst til formålet. Tunnelen vil komme op i syd for Skúvoy bygd, hvorefter en anden tunnel vil være 400 meter derfra og denne vil forbinde Skúvoy med Sandvík, som er den nordligste bygd på Suðuroy. Hvis planerne føres ud i livet, så vil 98% af Færøernes befolkning være forbundet via vejnettet.

## Geografi
Den 164,7 km² store Suðuroy har en aflang form og strækker sig 32 km i nordvestlig–sydøstlig retning. Østkysten er karakteriseret af de dybe fjorde, som skærer sig ind i landskabet. De længste fjorde er Trongisvágsfjørður og Vágsfjørður, hvor også de største bebyggelser ligger. Mellem disse ligger Hovsfjørður. Lopransfjørður er en fjordarm i sydlig retning af Vágsfjørður. Sandvík og Hvalbiarfjørður ligger på øens nordlige del.
Øen er bjergrig, særlig på vestkysten og på den midterste del af øen, men ingen af bjergene er med på listen over de 100 højeste bjerge på Færøerne. De højeste punkter på Suðuroy er Gluggarnir (610 moh.), der er det 106. højeste bjerg på Færøerne, Eystanfyri Herðablaðið (605 moh.) og Mjóstíggjur (592 moh). Det mest kendte er det 470 meter høje Beinisvørð, nordvest for Sumba, det er en af de højeste havklipper i Europa og næsthøjest på Færøerne, næst efter Enniberg.
I lighed med resten af Færøerne finder man en række små åer, bække og indsøer. De 0,17 km² og 0,15 km² store søer Kirkjuvatn ved Fámjin og Vatnsnes ved Hov er henholdsvis den 7. og 10. største indsø på Færøerne. Blandt de mindre åer kan nævnes Sandvíksá ved Sandvík, Stórá ved Trongisvágur og Stórá ved Sumba.
Suðuroy er omkranset af 262 holme og skær, og hovedparten ligger langs østkysten. De største holme ved østkysten Tjaldavíkshólmur (7,5 ha), Hovshólmur (1,7 ha) og Baglhólmur (0,8 ha). Sumbiarhólmur (7 ha). 5 km syd for Akraberg, det sydligste punkt på Suðuroy, ligger skærene Flesjarnar, der med den 11 m høje Munkurin er Færøernes sydligste punkt. Havstykket mellem Munkurin og Suðuroy, Røstin, er berygtet for sine stærke strømme.

### Geologi
Færøerne består af tre basaltserier, der blev dannet ved tre store serier af vulkanudbrud for 50 til 60 millioner år siden. Øerne er en del af basaltsletten, der strækker sig fra Irland til Grønland. Fjeldene er formet gennem en aflejringsproces af lava fra vulkansk aktivitet fra tertiærtiden. De består af gråsort basalt og lag af blødere, rød tuf, som stammer fra askeregnen, der er forløber for et vulkansk udbrud. Istiden har formet den oprindelige højslette til en ø-gruppe med høje fjelde, dybe dale og smalle fjorde. Den sydlige del af Suðuroy og Mykines og en lille del af Vágar består hovedsagelig af den nederste basaltserie, Beinisvørð-formationen, der giver store former med trappeformede fjeldsider, der skifter mellem nøgne klippeafsatser, hamre, og vegetationsklædte skråninger. På Suðuroys vestkyst kan de nederste og midterste basaltserier og vulkanske lag betragtes, hvor man kan se de forskellige lag dannet af vulkanudbrud adskilt af rødt tuf. Selve Beinisvørð indeholder mindst 19 lag fordelt på en højde på 469 meter, hvilket giver en gennemsnitstykkelse på 25 meter, dog varierer de enkelte lag fra 10 til 70 meter. Ved Hvalba kan de nederste og mellemste basaltformationer ses, f.eks. ved Grímsfjall set fra søsiden, der består den nederste del af Beinisvørð-formationen (nederste), derefter ses en smal stribe lava, der er skudt ind i sammenføjninger mellem jordlag, dernæst en smal stribe af Prestfjall-formationen og øverst ses Malinstindur-formationen (mellemste).

## Klima
Suðuroy har et subarktisk, maritimt klima, stærkt påvirket af Atlanterhavet. Dette giver milde vintre, kølige somre og en gennemsnitlig årstemperatur på 6,4 °C. Temperaturforholdene ved målestationen ved Akraberg er sammenlignelige med Mykines. Nedbøren er størst i højtliggende strøg. Vindforholdene ved Akraberg gør, at nedbøren bliver særlig lille her. Vinden står sædvanligvis i sydvestlig retning. Gennemsnitlig årlig nedbør i Akraberg er 884 mm, blandt de laveste på Færøerne. Gennemsnitlig vindstyrke er 8,1 m/s. Ved ekstremt vejr er der blevet målt vindstyrker på over 50 m/s.
Værdierne i tabellen er for perioden fra 1961 til 1990.
| Vejr for Akraberg       | Vejr for Akraberg | Vejr for Akraberg | Vejr for Akraberg | Vejr for Akraberg | Vejr for Akraberg | Vejr for Akraberg | Vejr for Akraberg | Vejr for Akraberg | Vejr for Akraberg | Vejr for Akraberg | Vejr for Akraberg | Vejr for Akraberg | Vejr for Akraberg |
|                         | Jan               | Feb               | Mar               | Apr               | Maj               | Jun               | Jul               | Aug               | Sep               | Okt               | Nov               | Dec               | År                |
| ----------------------- | ----------------- | ----------------- | ----------------- | ----------------- | ----------------- | ----------------- | ----------------- | ----------------- | ----------------- | ----------------- | ----------------- | ----------------- | ----------------- |
| Gennemsnitlig maks °C   | 5,4               | 5,4               | 5,5               | 6,5               | 8,1               | 9,9               | 11,1              | 11,4              | 10,2              | 8,8               | 6,6               | 5,8               | 7,89              |
| Gennemsnitlig °C        | 3,8               | 3,9               | 4                 | 4,8               | 6,6               | 8,4               | 9,6               | 10                | 8,9               | 7,5               | 5,1               | 4,2               | 6,4               |
| Gennemsnitlig min °C    | 1,9               | 2                 | 2                 | 2,9               | 5                 | 6,9               | 8,1               | 8,5               | 7,2               | 5,8               | 3,2               | 2,2               | 1,9               |
| Gennemsnitlig nedbør mm | 90                | 60                | 77                | 48                | 43                | 51                | 65                | 65                | 94                | 108               | 90                | 95                | 886               |
| Kilde: DMI              |                   |                   |                   |                   |                   |                   |                   |                   |                   |                   |                   |                   |                   |

## Plantevækst
Vegetationen domineres af græs og lyng som i højden går over i fjeldvegetation. I lighed med Mykines er Suðuroy ofte græsbevokset helt op til fjeldtoppene, det ses f.eks. i Sumba, hvor det 469 meter høje bjerg Beinisvørð er dækket af græs helt op til toppen, hvorefter det går lodret ned i havet på den anden side. I lighed med resten af Færøerne kendetegnes landskabet af manglen på naturlig vækst af træer. Der findes nogle få plantager med træer, de største i Trongisvágur, Tvøroyri og Vágur. Almindelig Bændeltang findes i det nordlige Atlanterhav, men på Færøerne er arten kun registreret i fjorde i Suðuroy. I en undersøgelse af Færøernes ældste kulturplanter undersøgtes tre bygder i Suðuroy: Hov, Porkeri og Sumba. I alle tre bygder fandtes høj forekomst af de ældste kulturplanter.

## Dyreliv
Af fauna på Suðuroy kan vilde landpattedyr som rotter, mus og harer nævnes. Gråsælen er ret udbredt, og der findes flere hvalarter i farvandene. Havet er desuden rigt på en lang række fiskearter, som havfuglene lever af.
Vestkysten af Suðuroy regnes som et vigtigt fugleområde af BirdLife International, som følge af sin betydning som yngleplads for søfugl, specielt mallemuk (100 000 par), Lille stormsvale (2 500 par), topskarv (250 par), tejst (400 par) og lunde (20 000 par) (tallene er fra 1989) Eroderede tuflag i klipperne langs kysten og græsklædte klippetoppe danner gode ynglepladser.

## Demografi
Suðuroy har oplevet en reduktion i folketallet og sin relative størrelse siden 1950'erne. Siden 1950 er folketallet sunket med en fjerdedel af befolkningen. Den største relative reduktion har været i aldersgrupperne 0–19 år og 20–39 år, noget som giver en overvejende aldrende befolkning. Øen har specielt oplevet en fraflytning af unge kvinder. Fra 1985 til 2007 sank Suðuroys relative andel af Færøernes befolkning fra 13 % til 10 %. I samme periode sank andelen af kvinder på øen fra 48,3 % til 46,9 %. Nettoudflytningen til udlandet var dobbelt så stor som til andre steder på Færøerne.
Suðuroy er aldrig rigtig kommet ud af den økonomiske krise, der ramte Færøerne i starten af 90'erne og flere år frem. Folketallet på Færøerne generelt har været voksende i 2014 og 2015, men dette gælder ikke for Suðuroy, hvor folketallet bliver ved med at blive mindre. 2012 var en undtagelse, og det skyldes sandsynligvis, at Varðin fra Gøtu sammen med lokale byggede en ny fiskefabrik i Tvøroyri, Varðin Pelagic, som skabte 170 nye arbejdspladser. Men allerede to år senere, i 2014, begyndte folketallet igen at gå ned i Tvøroyri og Suðuroy generelt. Der er forskel på de enkelte bygder, f.eks. var der en lille vækst i folketallet i Vágur, men en tilbagegang i Tvøroyri i 2014 og første halvdel af 2015. I følge Dennis Holm, som har forsket i Suðuroys demografi og siden 2013 har været borgmester i Vágur, er øens folketal gået tilbage med knap 1.250 de seneste hundrede år, heraf med 150 personer på fem år fra 2011 til 2016.
Den 1. januar 2014 havde Suðuroy 4.685 indbyggere, fordelt på 14 bygder. Den største enkeltstående bygd efter folketal er Vágur (1.320 indbyggere), men Tvøroyri, Froðba, Trongisvágur og Øravíkarlíð danner øens største sammenhængende bebyggelse omkring Trongisvágsfjørður med 1.647 indbyggere.

### Folketal pr. bygd
Folketallet i bygderne i Suðuroy per 1. januar 2014:
| Bygd         | Indbyggere | Kommune           |
| ------------ | ---------- | ----------------- |
| Akrar        | 21         | Sumbiar kommuna   |
| Fámjin       | 100        | Fámjins kommuna   |
| Froðba       | 287        | Tvøroyrar kommuna |
| Hov          | 118        | Hovs kommuna      |
| Hvalba       | 636        | Hvalbiar kommuna  |
| Lopra        | 85         | Sumbiar kommuna   |
| Porkeri      | 311        | Porkeris kommuna  |
| Sandvík      | 85         | Hvalbiar kommuna  |
| Sumba        | 251        | Sumbiar kommuna   |
| Trongisvágur | 510        | Tvøroyrar kommuna |
| Tvøroyri     | 850        | Tvøroyrar kommuna |
| Vágur        | 1320       | Vágs kommuna      |
| Ørðavík      | 44         | Tvøroyrar kommuna |
| Ørðavíkarlíð | 67         | Tvøroyrar kommuna |

### Folketal pr. kommune
Folketallet i kommunerne i Suðuroy per 1. januar 2016:
| Kommune           | Indb. primo 2015 | Indb. primo 2016 | Forskel i % |
| ----------------- | ---------------- | ---------------- | ----------- |
| Hvalbiar kommuna  | 725              | 711              | -1,9        |
| Tvøroyrar kommuna | 1722             | 1695             | -1,6        |
| Famjins kommuna   | 92               | 87               | -5,4        |
| Hovs kommuna      | 117              | 110              | -6,0        |
| Porkeris kommuna  | 301              | 308              | +2,3        |
| Vágs kommuna      | 1333             | 1331             | -0,2        |
| Sumba             | 354              | 347              | -2,0        |
| I alt             | 4.644            | 4.589            | -1,2        |

## Økonomi

### Erhvervsliv
72,9 % af befolkningen i erhvervsaktiv alder var i arbejde i 2013. Samtidig fordelte flertallet af lønmodtagerne sig på hav- og kystfiskeri (7,4 %), havbrug (3,8 %), fiskeforædling (16,3 %), skibsfart og maritim industri (9,8 %), varehandel (8,5 %) samt offentlig administration og service (34 %). I perioden 1985–2005 var væksten i lønindtægter i Suðuroy 69 %, mens væksten i lønindtægter for Færøerne samlet var 104 %.
De vigtigste fiskerihavne er Tvøroyri, Vágur og Hvalba. I Vágur og på Tvøroyri findes dybhavne, fiskefabrikker, speditionsfirmaer og værft for reparation og skibsbygning. I Tvøroyri åbnede virksomhederne Varðin og Delta Seafoods fabrikken Varðin Pelagic i 2012, som tog imod og forarbejdede pelagiske fisk. Fiskefabrikken havde cirka 120 personer i arbejde, og havde fryselager for 14 000 ton fisk. Den 9. juni 2017 opstod en ildebrand i Varðin Pelagic og folk som boede omkring fjorðen, dog bortset fra Froðba, blev evakueret. Børn og lærere fra Tvøroyrar Skúli, der lå lige i nærheden, blev evakueret til den østlige del af byen, ud mod Froðba. Der var en ret stor mængde ammoniak på lageret, og derfor var man bange for, at røgen var giftig. Folk blev bedt om at tage helt væk fra området omkring fjorden og søge længere sydpå, f.eks. til gymnasiet i Porkeri/Hov eller længere nordpå til Hvalba. Til alt held var vindretningen således, at den førte røgen bort fra det tættest beboede område på øen, hvor bl.a. også øens eneste sygehus, øens største skole og et alderdomshjem ligger få hundrede meter væk.
Havbrug blev i 1980'erne drevet af flere ejere, men nu er de kun et brug tilbage, Faroe Farming, som har licens til havbrug i Vágsfjørður og Lopransfjørður, Øravík og Trongisvágsfjørður, det er laks som opdrættes. Virksomheden havde lokale ejere, men først opkøbte Havsbrún fra Fuglafjørður aktiemajoriteten, og et par år senere købte Bakkafrost Havsbrun og fik derved ejerskab i Faroe Farming. Bakkafrost solgte i 2012 51% af aktierne i Faroe Farming til Hjallur i Tórshavn, da de ifølge loven ikke må eje mere end en tredjedel af opdrættene på Færøerne, Bakkafrost ejer nu 49 % af Faroe Farming. Havbrugene giver arbejdspladser til de mænd, der fodrer laksene, til lakseslagteriet og til administrationen. I 2011 arbejdede der omkring 50 personer hos Faroe Faming.
Rock Trawl Doors i Vágur producerer trawldøre til eksport og til færøske trawlere. Faroe Maritime Technic i samme bygd udvikler filtre og renseanlæg for olieholdigt vand i skibsfarten. Hvalba har en forholdsvis stor trawlerflåde, en filetfabrik og en producent af fiskeredskaber, Bergið Fishing Gear, som specialiserer sig i bundtrawl. Den tidligere hvalfangerhavn (storhvalfangst) Lopra var udgangspunkt for prøveboringer efter olie på færøsk sokkel i 1980- og 1990'erne. Ingen fund har vist sig driftværdige.
Hvalba har Færøernes højeste udbytte fra jordbrugsarealet; et markatal på 98 mk., hvor 1 mk. svarer til 0,41 km². Gamle jordbrugsbygder som Sumba og Hvalba er stadig en stor andel kongsjord, men størsteparten af jordbrugsarealet i Suðuroy er odelsjord. Fårehold er den vanligste driftsform, efter at Færøerne fik et fælles mejeri i Tórshavn i 1960, og de fleste mælkeproducenter i Suðuroy har omstillet driften til fårehold. I perioden 1990–2013 blev antallet af mælkeproducenter i Suðuroy reduceret fra 9 til 1, mens udbyttet per malkeko voksede med ca. 50 %. Blandt de store øer har Suðuroy den højeste tæthed af får, 85 får per km², eller 14 000 i alt. Uldvarefabrikanten Sirri blev etableret i Vágur i 2000 af Karin og Árni Brattaberg og havde produktionen der i flere år. Sirri har siden flyttet produktionen til udlandet men har butikker på Færøerne, bl.a. i Vágur og Tórshavn.
Suðuroy havde indtil 2014 ikke haft nogen andel af de eftertragtede makrelkvoter. I 2014 fik et rederi i Vágur ret til makrelkvoter gennem et rederi i Hósvík, Ocean Group, som var en del af Thor, men i 2014 blev solgt til Vágur. Alex Vilhelm er direktør for rederiet. Trawleren Asbjørn Senior blev købt fra skibets tidligere ejere i Hirtshals. Makrelkvoterne kom fra Thors skib, Athena, som brændte i 2011 og blev ophugget. Asbjørn Senior fiskede makrel ved Færøerne og i EU havområde, efter at EU afsluttede boykot mod Færøerne. Alex Vilhelm ejer også rederiet South Pelagic i Vágur, som lejer skibet Grunnabarð, som fisker sperling.
I Lopra og Sumba produceres og sælges kildevand, som blev fundet ved bygningen af 3.240 m lange og 6 m brede Sumbiartunnilin. Kirvi i Lopra sælger vandet i store beholdere til offentlige institutioner og til private, samt vand i 50 ml flasker og vand med citronsmag i flasker. Kelduvatn i Sumba tapper vandet på halvlitersflasker med brandet Bjørg. Kirvi blev etableret af erhvervsmanden Jákup Joensen i 2010 og solgt til nye ejere i 2012.
Biskupskelda er et færøsk mikrobryggeri, som blev oprettet i Vágur 2021. Bryggeriet producerer ca. 2500 flasker om måneden.

## Politik

### Administrativ inddeling
Suðuroyar prestagjalds kommuna var en kommune som omfattede hele Suðuroy og blev oprettet som en af en række kommuner baseret på ørigets præstegæld i 1872. Hvalbiar kommune blev udskilt som sin egen kommune i 1878, Froðbiar kommuna i 1879 og Vágs kommuna i 1906. Resten af arealet blev inddelt i Porkeris kommuna, Sumbiar kommuna og Fámjins kommuna i 1908.
Med indføringen af det kommunale selvstyre på Færøerne i 1872 tog man udgangspunkt i den kirkelige inddeling. Hele Suðuroy udgjorde Suðuroyar prestagjalds kommuna. Frem til 1908 blev sognene på Suðuroy gradvist udskilt som egne kommuner. Efter en grænsejustering ved Nes (mellem Vágur og Porkeri) i 1928 har strukturen stået uændret.
Kommunerne ledes af et folkevalgt kommunestyre. Interkommunalt samarbejde praktiseres på de fleste tjenesteområder. I 2000-tallet har centralisering, øgede forventninger til offentlige tjenester, lave skatteindtægter og en aldrende befolkning aktualiseret spørgsmålet om kommunesammenlægninger på Suðuroy, fortrinsvis til én kommune.
| Kommune           | Adm.center | Etableret | Indbyggere | Areal i km² |
| ----------------- | ---------- | --------- | ---------- | ----------- |
| Fámjins kommuna   | Fámjin     | 1908      | 87         | 13          |
| Hovs kommuna      | Hov        | 1920      | 110        | 10          |
| Hvalbiar kommuna  | Hvalba     | 1878      | 711        | 40          |
| Porkeris kommuna  | Porkeri    | 1908      | 311        | 14          |
| Sumbiar kommuna   | Sumba      | 1908      | 347        | 25          |
| Tvøroyrar kommuna | Tvøroyri   | 1879      | 1695       | 43          |
| Vágs kommuna      | Vágur      | 1906      | 1331       | 21          |

Fra 2010 er Suðuroy et af tre færøske politidistrikter. Der skete en sammenlægning af distrikter (de gamle sysler) nogle år efter, at Færøernes anden undersøiske tunnel var åbnet mellem Leirvík på Eysturoy og Klaksvík på Borðoy og forbandt derved tre af Nordøerne med hovedstaden. En stor del af Færøernes befolkning har fået landfast vejforbindelse til hovedstaden Tórshavn. Suðuroy ligger dog så langt borte fra hovedstaden, to timer med færge, og er så forholdsvis stor, at man har valgt at bevare den som et selvstændigt politidistrikt. Jaspur Vang er distriktpolitimester og sysselmand.

### Sundhedsvæsenet
Den sekundære sundhedstjeneste varetages af Suðuroyar Sjúkrahús i Tvøroyri, det mindste af tre sygehus på Færøerne. Det første sygehus på stedet blev bygget med private midler i 1904. Sygehuset flyttede ind i nye lokaler i 1953. Den nuværende bygning er fra 1995 og blev udvidet i 2005. Med 26 sengepladser og 110 ansatte er sygehuset øens største arbejdsplads. Sammen med sygehuset ligger øens alders- og plejehjem. Derudover er der også et alders- og plejehjem i Vágur, Hamragarður, samt beskyttede boliger for ældre i Vágur og Hvalba. Ældreområdet har indtil 1. januar 2015 hørt under Færøernes landsstyre men blev lagt ud til kommunerne pr. 1. januar 2015. Primærsundhedstjenesten varetages af kommunelæge konsultationerne i Tvøroyri og Vágur, som har to læger hver. I 2014 blev Suðuroy et sundhedsområde med sundheds centre i Tvøroyri og Vágur. En samarbejdsaftale blev underskrevet mellem daværende sundhedsminister Karsten Hansen og de syv borgmestre i øen.

## Uddannelse
Der blev første gang ansat en vandrelærer på øen i 1737, men Suðuroy fik ikke et offentligt skolevæsen før 1845. Skolevæsenet er et ansvar for Færøernes regerings Kulturministerium. Der er folkeskoler i flere bygder. Skoler med elever fra 1. til 10. klasse findes i Vágur og Tvøroyri/Trongisvágur. Skolerne i Sumba og Porkeri underviser elever fra 1. til 7. klasse og i Hvalba undervises elever fra 1. til 9. klasse. I Fámjin undervises én elev. Skolerne i Hov, Sandvík og Leiti (mellem Lopra og Akrar) er lukket.
Ungdomsuddannelser i Suðuroy er lokaliserede i en ny skolebygning, som ligger i Porkeri men nærmere bygden Hov. Det var Marita Petersen, som oprindelig havde bestemt, at et gymnasium skulle bygges i Vágur, hvor hun var født og opvokset, men andre politikere fandt en anden løsning, som gik ud på at bygge et alderdomshjem i Vágur, som kommunerne selv skulle betale, hvor det ellers er landet, som betaler. Kommunerne i den søndre del af Suðuroy fik lovet billige lån til gengæld. Trods utilfredshed med denne løsning, men blev den gennemført. Der blev ikke kun tale om et gymnasium, men også SoSu-uddannelser. Skolekomplekset blev taget i brug fra forårssemesteret 2009. Den nordlige del af komplekset er et gymnasium med en sprog- og samfundsfaglig linje (Hugbreyt) og en naturfaglig linje (Náttúrubreyt), uddannelsesstedet kaldes Miðnámsskúlin í Suðuroy. Omkring 30 elever får hvert år eksamensbevis fra gymnasiet i Suðuroy. Den sydlige del af komplekset er en Social- og sundhedsfaglig skole, Heilsuskúli Føroya, som uddanner fagarbejdere til sundhedsvæsenet og ældreomsorgen. I 2012 blev 38 elever færdiguddannede som social- og sundhedshjælper (færøsk: Almanna- og heilsuhjálpari) og 25 blev færdiguddannede som social- og sundhedsassistent (færøsk: Heilsurøktari).
I marts 2013 etablerede Dennis Holm, borgmester i Vágur, Fjernundervisnings Centeret (Fjarlestrardepilin), hvor studerende fra øen kunne bruge centerets faciliteter så som lokaler og udstyr til at følge med i undervisning over internettet fra andre steder i verden samt få råd og vejledning fra studievejleder mm. I februar 2016 tog centret et skridt videre og startede en pædagoguddannelse i Fjerundervisnings Centeret i Vágur, som Professionshøjskolen UCC i Hillerød stod for. 21 studerende fra hele Færøerne, dog kommer over halvdelen fra Suðuroy, påbegyndte net-pædagoguddannelsen den 4. februar 2016. Samarbejdet består i, at UCC står for optagelse af studerende, undervisning, eksamen mm., mens Fjernundervisnings Centeret hjælper med at koordinere, vejlede ansøgerne/de studerende og tilbyder lokaler og udstyr, hvor de studerende mødes hver 5. weekend til undervisningsindkald, og efter behov kan de bruge lokalerne til gruppearbejde.
I februar 2016 blev det besluttet at udbyde en kort handelsuddannelse i Miðnámsskúlin i Suðuroy fra august 2016, den kaldes FHS og var førhen det første basisår af den treårige Højere Handelsuddannelse (HH), der nu er en treårig uddannelse. FHS er dog stadig adgangsgivende til HH, dog skal visse vilkår være opfyldt. FHS står for Fyrisiting (Administration), Handil (Handel) og Skrivstova (Kontor). Uddannelsessystemet på Færøerne er ikke det samme som i Danmark. På Færøerne kan de studerende godt afslutte efter endt FHS, hvorefter de kan finde en læreplads eller fortsætte med HH.

## Idrætshøjskolen i Vágur
Højskolen har plads til 48 elever og der tilbydes undervisning indenfor idræt, færøsk, fysiologi, adventure teori, åbne timer og adventure. Højskolen er for unge, som har bestået 9. klasse eksamen eller tilsvarende alder. 

## Føroya Eftirskúli i Tvøroyri
Skolens formål er blandt andet undervise eleverne om livet og kulturen på Færøerne. 
Valgfagene er færøsk, dansk, Dansk, engelsk, matematik, fysik og kemi.
Liniefagene er iværksætter- og medie, kunst, e-sport køkken og søfart.

## Kultur
Indenfor Fólkakirkjan er Suðuroy inddelt i to sogne. I sognet Suðuroyar norðara prestagjald deles Hvalba og Sandvík om en sognepræst, og Tvøroyri, Øravík og Fámjin om en anden. Sognepræsten i Suðuroyar sunnara prestagjald betjener kirkerne i Vágur, Porkeri, Hov, Lopra og Sumba. De søndage, hvor der ikke er præst til stede i kirkerne, afholdes degnegudstjenester.
I Suðuroy fejres Sankthans som Jóansøka (Johannes' vøka), som oprindelig var en lokal variant af Ólavsøka. Jóansøka holdes hvert andet år i Vágur (lige år) og ulige år i Tvøroyri siden 1924. Sportskonkurrencer er en vigtig del af sommerstævnet, som også omfatter, kunstudstillinger og dansefester og til tider også en musikfestival. Afgangselever fra gymnasiet plejer at få uddelt deres eksamensbeviser under Jóansøka.
Der er fire danseforeninger i Suðuroy, som står for bevarelsen af den færøske kædedans, disse er: Sumbiar Dansifelag fra Sumba, Jómsvíkingar fra Vágur og omegn, Suðuroyar Norðara Dansifelag fra Hvalba og Sandvík og Tvøroyrar Dansifelag fra Tvøroyri og omegn. Danseforeningerne mødes om vinteren for at danse og kvæde folkeviser, men da de er for få til at danse hver for sig, så skiftes de i stedet til at mødes hos hinanden. Der danses ikke i fasten, det er en gammel tradition, formodentlig fra den katolske tid eller før, færinger i dag faster ikke i fasten, undtagen hvis de tilhører en af de religioner, som har den tradition, størstedelen af færinger hører til folkekirken, og disse faster ikke.

### Kunst og litteratur
Folket på Suðuroy har haft kontakt med udenlandske sømænd og samtidig været mest isoleret fra resten af Færøerne på grund af den lange afstand. Skikker, folklore og sprog på Suðuroy har derfor nogle særtræk. En del folkedanstraditioner på Suðuroy blev fortrængt af moderne, engelsk dans tidlig i 1900-tallet, efter påvirkning bl.a. fra norske søfolk. Folkedansen holdes i hævd af lokale danseforeninger, som er et hyppigt brugt indslag ved kulturelle arrangementer.
Flere forfattere kommer fra Suðuroy. Blandt dem kan nævnes: Poul F. Joensen fra Sumba og Froðba, som er kendt for sin satire og sine romantiske digt. Martin Joensen fra Sandvík, som har skrevet romanerne Fiskimenn (1946) og Tað lýsir á landi (1952). En anden forfatter fra Sandvík er Steinbjørn B. Jacobsen som har skrevet i forskellige genrer, romaner, noveller, digte, skuespil og erindringer. Jákup Dahl fra Vágur har oversat en del af Bibelen til færøsk og digtet flere salmer.
Ruth Smith fra Vágur er den mest kendte kunstmaler fra Suðuroy. Smith regnes som Færøernes mest betydningsfulde kolorist. I slutningen af 1980'erne blev der taget initiativ til at samle Ruth Smiths kunst samt hendes brors kunst og åbne et kunstmuseum i Vágur. Broderen, William Smith, var også kunstmaler og kendt på Færøerne. På 100-årsdagen for Ruth Smiths fødsel i 2013 blev hun og broderen fejret, og museet blev udvidet med en ny etage med kunstværker af William Smith. I Tvøroyri findes et kunstgalleri Gallarí Oyggin ved den danskfødte kunstner Palle Julsgart. Galleriet har udstillinger flere gange om året af forskellige kunstnere.

### Museer
Flere af bygderne i Suðuroy har et eller flere museer. I 2012 åbnede et museum i bygden Sumba, Sumbiar Bygdasavn, der bl.a. har Færøernes største samling af udstoppede fugle og sommerfugle, som den lokale fugleentusiast Aksal Poulsen har samlet på og ladet udstoppe igennem flere årtier samt historiske ting fra bygden.
Porkeris Bygdemuseum udstiller blandt andet fiskeredskaber, landbrugsredskaber, møbler og en samling af lokale brugsting og gamle fotos fra bygden. Savnið á Mýri, også kaldet "Fiskastovan", i Hov er den gamle købmandsbutik, der ligger nede ved havnen. Huset ejes af Hovs Fornminnisfelag og åbnede som museum og café i 2008. 
I Sandvík er et gammelt bondehus bevaret fra 1800-tallet, det kaldes Húsið uttan Ánna (Huset ved Åen) og er museum. 
I Tvøroyri er et historisk og maritimt museum, der fortæller om Tvøroyris lokalhistorie med udstillede genstande, billeder mm. I nærheden af museet er den gamle kongelige handel, der nu er pub og café samtidig med, at det er museum, hvor mange gamle genstande og bøger er bevaret fra T.F. Thomsens historie fra 19. og 20. århundrede. I Vágur ligger tre museer i nærheden af hinanden, der er to i den gamle skole, dels er der Ruth Smith kunstmuseum, og dels er der Sluppsavnið - Vágur under 2. verdenskrig, der er et museum med modeller af de skibe fra Vágur, der forliste under 2. verdenskrig samt andre genstande fra den tid. Skibsmodellerne er bygget af Poul Niclasen, også kendt som Mallepoul. Store Pakhus er både et museum og en café/bar.

### Musik
Føroya Musikkskúli har en afdeling på Suðuroy, den kaldes Suðuroyar Musikkskúli. Hovedlokalerne er i Vágur, i huset der tidligere kaldtes Framtíðin og ejes af arbejderforeningen, Arbeiðsmannafelagið Framtíðin. Der undervises i blæseinstrumenter, klaver, strengeinstrumenter, trommer, musikteori, komposition mm. Kristel Lisberg, der deltog i Dansk Melodi Grand Prix i 2016 kommer fra Tvøroyri, hendes far Jens Lisberg er kendt på Færøerne for sine sømandsviser og countrysange. Sangerinden Guðrun Sólja Jacobsen, der vandt sangtalentkonkurrencen Stjerne for en aften, kommer fra Tvøroyri men bor i Danmark. Sangeren Pól Arni Holm, der var Týrs første forsanger, og nuværende forsanger i Hamradun, kommer fra Tvøroyri og bor der. Operasangeren Rúni Brattaberg kommer fra Vágur, han bor i udlandet. Brødrene Brandur Enni og Tróndur Enni kommer fra Tvøroyri. Brandur bor i Sverige, Tróndur bor på Færøerne og optræder ofte med kæresten Lív Næs, der er sangerinde. Bandet Deiggj har medlemmer fra Tvøroyri og Tórshavn; de spiller rockmusik. Froðbiar Sóknar Blues Orkestur kommer fra Tvøroyri og omegn. Robert McBirnie er en kendt musiker fra Vágur og synger bl.a. bygdesangen Vágsbygd mín heimbygd. Der er flere kor i Suðuroy, bl.a. Kirkjukórið Ljómur fra Vágur, Suðuroyarkórið fra Brødremenigheden, Sumbiarkórið og Streingjakórið i Porkeri.

### Dialekt
Suðuroy har en søndenfjordsk dialekt af færøsk, ofte kaldt suðuroyarmál. Kendte fonologiske forskelle fra nordenfjordske dialekter er, at kort ó udtales som [ɔ], ikke [œ], mens lang ó udtales som [ɔu], ikke [œu]. På Suðuroy udtales æ som e. Ligesom islandsk og rogalandsk skelner dialekten ikke imellem monoftong og diftong. Til forskel fra nordenfjordske dialekter og den søndenfjordske dialekt på Sandoy blir ógv, som i gjógv («juv»), udtalt som [ɔgv], ikke [ɛgv], på Suðuroy. Dialekten kendetegnes gerne af sine pronomen. «Jeg», på standard færøsk eg (udtalt som [eː]), udtales som [jeː] på Suðuroy. Reglen gælder alle ord som begynder på e eller g. «Vi» og «I», på standard færøsk vit og tit, hedder på Suðuroy okur og tykur.

### Sport
De mest populære sportsgrene i Suðuroy er svømning, fodbold, håndbold (i Vágur), volleyball (i Tvøroyri), bordtennis (TBF i Tvøroyri siden 1948 og Purkan i Porkeri) og kaproning. Der findes aktive roklubber i Vágur og Tvøroyri, mens klubberne i Hvalba og Sumba ikke har deltaget i konkurrencer de sidste årtier. I 2011 blev en fælles roklub stiftet, Suðuroyar Kappróðrarfelag, som skulle være for hele øen. De deltog i kaproningen for 10'ere i 2012 og blev nummer to til færømesterskabet. Flere af roerne på Færøerne dyrker nu ikke kun den traditionelle kaproning i færøbåde, som foregår i fjorde og sund i juni og juli, men også indendørsroning i romaskiner. I nogle år har Færøernes Roforbund sendt de bedste indenfor denne sportsgren til VM, som foregår i Boston, og den 1. marts 2015 lykkedes det Dánjal Martin Hofgaard fra Vágur at vinde VM i indendørsroning i letvægt. Han er for øvrig barndomsven med svømmeren Pál Joensen, og begge er vokset op i den samme lille, blinde gade, Skálabeiti, som er i nærheden af plantagen. Hofgaard har også trænet svømning sammen med Joensen og har svømmet på det færøske svømmelandshold.
Vágs Svimjifelag og Tvøroyrar Svimjifelag fusionerede til Susvim (Suðuroyar Svimjifelag) i 2007 og har haft gode resultater siden. Den bedste udøver på internationalt niveau er Pál Joensen, som er den eneste færøske svømmer, som har vundet medaljer ved EM og VM. Han repræsenterede Danmark i svømning ved Sommer-OL 2012.
Fodbolden på Færøerne blev fra 1942 til 1978 administreret af Ítróttasamband Føroya. Fótbóltssamband Føroya – Færøernes fodboldforbund, blev stiftet i 1979 og blev medlem af FIFA i 1988 og UEFA i 1990.
Tvøroyrar Bóltfelag (TB) blev stiftet i 1892 og er Færøernes ældste fodboldklub. Den er også Suðuroys mest vindende fodboldklub med syv seriemesterskab i perioden 1943 til 1987. TB er også aktive indenfor volleyball, og TBF spiller bordtennis. Bóltfelagið Royn i Hvalba blev grundlagt i 1943, og vandt 1. division (1. deild) i 1946. I 1996 og 2003 vandt klubben 2. division (2. deild). FC Suðuroy i Vágur og Sumba blev grundlagt i 2010 gennem en sammenlægning af Vágs Bóltfelag (VB, etableret 5. juni 1905) og SÍ Sumba (1949–2005). VB vandt den færøske eliteserie i fodbold i 2000 som hidtil eneste hold fra Suðuroy. VB består nu som en ren håndboldklub. I 2017 sæsonen har de tre fodboldklubber fra øen Suðuroy: TB Tvøroyri, FC Suðuroy og Royn fusioneret til en klub. Beslutningen blev truffet i december 2016, og på det tidspunkt var det for sent til at ændre navnet, så den nye klub spiller under navnet på alle tre klubber: TB/FC Suðuroy/Royn.
I oktober 2015 åbnede svømmehallen og wellness centeret Páls Høll i Vágur. Páls Høll har Færøernes første 50-meter svømmepool og bruges både af professionelle og motionssvømmere samt børnefamilier. Udenlandske svømmere bruger også hallen og dens faciliteter og svømmetræner til træningslejr. Hallen er opkaldt efter svømmeren Pál Joensen, der kommer fra Vágur og er Færøernes bedste svømmer.

## Kendte personer fra Suðuroy
| - Jacob Dahl (1837–1915), storkøbmand og politiker (SB) - Rasmus Christoffer Effersøe (1857–1916), digter og redaktør - Oliver Effersøe (1863–1933), politiker (SB) - Jákup Dahl (1878–1944), provst og bibeloversætter - Edward Mitens (1889–1973), politiker (SF) - Kristian Djurhuus (1895–1984), politiker (SB) - Poul F. Joensen (1899–1970), digter - Martin Joensen (1902–1966), forfatter - Ruth Smith (1913–1958), kunstmaler - Johan Nielsen (1919–1984), politiker (JF) | - Atli Dam (1932–2005), politiker (JF) - Steinbjørn B. Jacobsen (1937–2012), forfatter - Marita Petersen (1940–2001), politiker (JF) - Ingeborg Vinther (1945–), fagforeningsleder og politiker (JF) - Anna Kirstin Thomsen (1946–), Igangsætter - Henrik Old (1947-), politiker (JF) - Hergeir Nielsen (1949-), politiker (T) - Jóannes Eidesgaard (1951–), politiker (JF) - Jenis av Rana (1953–), politiker (MF) |  | - Kristin Michelsen (1956-), politiker (JF) - Jacob Vestergaard (1961-), politiker (FF) - Sirið Stenberg (1968-), politiker (T) - Óli Johannesen (1972–), fodboldspiller - Annika Olsen (1975-), politiker (FF) - Kristel Lisberg (1989-), sangerinde - Dánjal Martin Hofgaard (1989–), roer og svømmer - Pál Joensen (1990–), svømmer - Sára Ryggshamar Nysted (2001–), svømmer |

### Turisme
Der var et voksende antal af rejsende til Suðuroy fra 2009 til 2012, samtidig med at folketallet på øen er gået tilbage. Man må antage, at øgningen til dels skyldes et øget antal af turister, der besøger øen. Tal fra Færøernes offentlige trafikselskab, Strandfaraskip Landsins, viser, at fra 2004 til 2011 øgedes antallet af rejsende til Suðuroy med færgen Smyril fra 154.000 til 212.000, som er en vækst på 37%. Den nye Smyril fra 2005 har en meget større kapacitet end den gamle færge havde og rummer knap 1000 personer og 200 personbiler. I 2012 rejste knap 225.000 personer til Suðuroy, det var en stigning på 6% i forhold til 2011. Årene 2013 og 2014 viste dog en tilbagegang. Der skete en ændring af antal afgange angående Smyril i vinterhalvåret 2012 og hele året 2013 og 2014. Daværende minister for samfærdsel, Johan Dahl, der i øvrigt kommer fra Fámjin, Suðuroy, besluttede at spare en af de tre afgange der var onsdage med virkning fra sommeren 2013, efter at turen allerede var sparet væk om vinteren. Dette skete ikke uden protester. I oktober 2015 besluttede den nye minister i samfærdel, Henrik Old, der også kommer fra Suðuroy, at genindsætte den tredje ondagstur, der var en af få ture, det gør det muligt for folk at foretage endagstur fra Tórshavn til Suðuroy uden overnatning.
Sejlturen fra Tórshavn til færgelejet i Krambatangi mellem Trongisvágur og Øravík varer knap to timer. Færgen er den eneste færge, der sejler til øen. En helikopter flyver til Suðuroy tre gange om ugen med heliport i Froðba.
Der findes statistik for antal overnatninger på Færøerne, men de offentliggøres som Tórshavn-området (Suðurstreymoy) og resten af Færøerne, så der er ingen tilgængelig statistik for antal af overnatninger i Suðuroy.
Hele Suðuroys vestkyst består af lodrette fuglefjelde, kun afbrudt af fire ejder ved Hvalba, Lopra og Vágur, disse er turistattraktioner. Øen har et veludbygget vejnet. Fra Hvalba og Sandvík kan man se de små øer Lítla Dímun og Stóra Dímun. I Hvalbaområdet ses endnu rester fra en større minedrift. Der er stadig en mine i drift, der også tiltrækker turister.
I 1836 blev Tvøroyri grundlagt mellem bygderne Trongisvágur og Froðba, da den første afdeling af den kongelige danske monopolhandel åbnede. Disse tre er efterhånden vokset sammen til en by, men har stadig hvert sit postnummer og navn. Tvøroyri blev en stor arbejdsplads og folk fra hele Færøernes flyttede dertil, byen blev en af Færøernes vigtigste handelspladser. I dag er den gamle Krambod og dens pakhuse og sejlloftet (Seglloftið) restaureret og bruges som café, restaurant og museum og er blandt byens turistattraktioner. Langs med vejen ud til Froðba ses de sjældne basaltsøjler. Der er også basaltformationer andre steder i Froðba. Nord for Tvøroyri, mindre end en times fjeldvandring, ligger Hvannhagi, der er et populært turistmål.
Midt på øen ved den lille bondebygd, Ørðavík, lå øens tingsted, Uppi millum Stovur og nede ved kysten er Gálgatangi, hvor folk før i tiden blev henrettet. Vest for Ørðavík ligger bygden Fámjin, som ligger ud til det vestlige Atlanterhav. Et stenrev kan ses ved ebbe, det forsvinder ved flod. Fámjin er et populært rejsemål for turister ikke mindst pga., at der i bygdens kirke findes det første eksemplar af det færøske flag, der blev tegnet af bl.a. den unge student fra Fámjin, Jens Oliver Lisberg.
Hov har flere seværdigheder. Ifølge Færingesagaen boede vikingen Havgrímur i Hov, han var i sin tid var høvding for en stor del af Færøerne. Bygden er efter sigende opkaldt efter hans hedenske alter ”hov”, hvor der blev ofret til de nordiske guder. Hans gravsted er „undir Homrum“ i Hov og er det eneste høvdingegravsted, som findes på Færøerne. Den gamle fjeldvej Hovsegg over bygden Hov løber parallelt med nordsiden af Hovsfjørður. Her kan de specielle basaltformationer observeres bl.a. en formation, der ligner en "Troldkones skørt" på fjeldsiden. Den traditionelle færøske trækirke blev oprindelig opført i 1862 i Vágur og genopført og indviet den 14. marts 1943 i Hov.
I nabobygden Porkeri er den gamle trækirke fra 1847 en turistattraktion sammen med bygdemuseet, der ligger i den gamle skole fra 1888. Der blev øens sømænd fra 1897 til 1903 undervist om aftenen i navigation af Dánjal í Ungagarð. Skipperrækken er en række med næsten ens huse, som kun skipperne havde råd til at bygge. Husene har kvist, og det havde de andre huse, som blev bygget dengang, ikke.
Også hovedbygden Vágur på øens sydlige del voksede kraftigt og drog mange folk til sig i første halvdel af 1900 tallet. En del bygninger fra den tid er bevaret. Midt i byen ligger den store betonstøbte Vágs Kirkja fra 1939. Foruden det restaurerede Pakhus er der også oprettet et kunstmuseum for kunstmaleren Ruth Smith og hendes bror William Smith; museet er en turistattraktion.
Sydligst på øen ligger Sumba, hvor den færøske kædedans stadig holdes i hævd. Øst for Sumba ligger Akraberg, Færøernes sydspids, med det godt 100 år gamle fyrtårn, der ligger på et næs. Det er en turistattraktion. Nordvest for Sumba ligger fuglefjeldet Beinisvørð, der er et af Europas højeste havklipper og er en turistattraktion.

## Galleri
- Frimærke med Erik Christensens foto af Fyrtårn Akraberg
- Fyrtårn Akraberg. bygget 1909. 
Foto: Erik Christensen
- Nord for Akraberg. 
Foto: Erik Christensen
- Sumba med Beinisvørð i baggrunden 
Foto: Eileen Sandá
- Vestkysten mellem Beinisvørð og Vágur om vinteren. 
Foto: Erik Christensen
- Vestkysten mellem Beinisvørð og Vágur om sommeren. 
Foto: Eileen Sandá
- Traditionelle både med råsejl brugt til grindehvalfangst. 
Foto: Eileen Sandá
- Vágur. 
Foto: Erik Christensen
- Vágur, Suðuroys største bygd. 
Foto: Eileen Sandá
- Nes mellem Vágur og Porkeri 
Foto: Erik Christensen
- Fra Nes ved Vágur. Maleri af Ruth Smith på frimærke fra 1975
- Hov med Borgaknappur i baggrunden. 
Foto: Erik Christensen
- Fámjin. 
Foto: Erik Christensen
- Tvøroyri sygehuset i baggrunden. 
Foto: Erik Christensen
- Tvøroyri med Tvøroyrar Kirkja i baggrunden. 
Foto: kallerna
- Den vejløse dal Hvannhagi på østkysten. 
Foto: kallerna
- Froðba. 
Foto: Erik Christensen
- Hvalba og Lítla Dímun. 
Foto: Erik Christensen
- Hvalba og Lítla Dímun. 
Foto: Erik Christensen
- Ásmundarstakkur vest for Sandvík.
Foto: Erik Christensen
- Fiskekasser udenfor et lakseslagteri i Vágur. 
Foto: Erik Christensen
- Produktion af klipfisk: Palm Seafood, Vágur. 
Foto: Erik Christensen
- Havbrug ved Ørðavík. 
Foto: Erik Christensen
- Byggehandel i Tvøroyri. 
Foto: Erik Christensen
- Tandlæge i Tvøroyri. 
Foto: Erik Christensen
- TB Tvøroyri's nye fodboldstadion Við Stórá i Trongisvágur. 
Foto: Eileen Sandá
- Vágurs fodboldstadion og idrætshal. 
Foto: Erik Christensen
- Folkedansegruppe fra Vágur. 
Foto: Erik Christensen